# Deuxième circonscription électorale de la province de Bursa
La deuxième circonscription électorale de Bursa correspond à un groupement de 11 districts dans l'est de la province du même nom et envoie 10 députés à la Grande Assemblée nationale de Turquie. Elle a été créée lors du redécoupage électoral de 2018.

## Composition
La première circonscription de Bursa est divisée en 11 districts (ilçe). Chaque district est composé d'un chef-lieu et de municipalités (communes et villages).

## Résultats électoraux

### Élections législatives de 2018
| Partis                   | Partis                                        | Voix      | %     | Sièges | Élus                                                                                           |  |
| ------------------------ | --------------------------------------------- | --------- | ----- | ------ | ---------------------------------------------------------------------------------------------- |  |
|                          | Parti de la justice et du développement (AKP) | 468 401   | 49,34 | 6      | Efkan Ala, Osman Mesten, Vildan Yılmaz Gürel, Zafer Işık, Muhammet Müfit Aydın et Atilla Ödünç |  |
|                          | Parti républicain du peuple (CHP)             | 185 234   | 19,51 | 2      | Ohran Sarıbal et Yüksel Özkan                                                                  |  |
|                          | Parti d'action nationaliste (MHP)             | 109 992   | 11,58 | 1      | Mustafa Hidayet Vahapoğlu                                                                      |  |
|                          | Le Bon Parti (İYİ)                            | 100 503   | 10,58 | 1      | Ahmet Kamil Erozan                                                                             |  |
|                          | Parti démocratique des peuples (HDP)          | 63 345    | 6,67  | 0      |                                                                                                |  |
|                          | Parti de la félicité (SP)                     | 16 986    | 1,79  | 0      |                                                                                                |  |
|                          | Parti de la cause libre (HÜDA PAR)            | 2 778     | 0,29  | 0      |                                                                                                |  |
|                          | Parti patriote (VATAN)                        | 2 324     | 0,24  | 0      |                                                                                                |  |
|                          |                                               |           |       |        |                                                                                                |  |
| Total                    | Total                                         | 949 563   | 100   | 10     | -                                                                                              |  |
| Inscrits / participation | Inscrits / participation                      | 1 047 152 | 89,64 |        |                                                                                                |  |

### Élections législatives de 2023
| Partis                   | Partis                                        | Voix      | %     | Sièges | +/-           | Élus                                                                                     |
| ------------------------ | --------------------------------------------- | --------- | ----- | ------ | ------------- | ---------------------------------------------------------------------------------------- |
|                          | Parti de la justice et du développement (AKP) | 444 626   | 42,61 | 5      | 1             | Mustafa Varank, Ayhan Salman, Osman Mesten, Emel Gözükara Durmaz et Muhammet Müfit Aydın |
|                          | Parti républicain du peuple (CHP)             | 224 468   | 21,41 | 3      | 1             | Hasan Öztürk, Cemalettin Kani Torun et Orhan Sarıbal                                     |
|                          | Le Bon Parti (İYİ)                            | 105 922   | 10,10 | 1      | en stagnation | Hasan Toktaş                                                                             |
|                          | Parti d'action nationaliste (MHP)             | 96 855    | 9,24  | 1      | en stagnation | Fevzi Zırhlıoğlu                                                                         |
|                          | Parti de la gauche verte (YSP)                | 60 021    | 5,73  | 0      | en stagnation |                                                                                          |
|                          | Nouveau parti de la prospérité (YRP)          | 42 060    | 4,01  | 0      | Nv.           |                                                                                          |
|                          | Parti de la victoire (ZP)                     | 36 540    | 3,49  | 0      | Nv.           |                                                                                          |
|                          | Parti de la patrie (M)                        | 13 240    | 1,26  | 0      | Nv.           |                                                                                          |
|                          | Parti de la grande unité (BBP)                | 7 183     | 0,69  | 0      | en stagnation |                                                                                          |
|                          | Parti de la justice (AP)                      | 3 069     | 0,29  | 0      | Nv.           |                                                                                          |
|                          | Parti jeune (GP)                              | 2 865     | 0,27  | 0      | en stagnation |                                                                                          |
|                          | Parti de la mère patrie (ANAP)                | 1 853     | 0,18  | 0      | en stagnation |                                                                                          |
|                          | Parti de la justice et de l'unité (AB)        | 1 532     | 0,15  | 0      | Nv.           |                                                                                          |
|                          | Parti de la nation (MP)                       | 1 298     | 0,12  | 0      | en stagnation |                                                                                          |
|                          | Parti communiste de Turquie (TKP)             | 1 226     | 0,12  | 0      | en stagnation |                                                                                          |
|                          | Parti patriote (VATAN)                        | 1 139     | 0,11  | 0      | en stagnation |                                                                                          |
|                          | Parti de gauche (SOL)                         | 1 105     | 0,11  | 0      | en stagnation |                                                                                          |
|                          | Parti des travailleurs de Turquie (TIP)       | 1 007     | 0,10  | 0      | en stagnation |                                                                                          |
|                          | Parti des droits et libertés (HAK)            | 676       | 0,06  | 0      | en stagnation |                                                                                          |
|                          | Parti de libération du peuple (HKP)           | 650       | 0,06  | 0      | en stagnation |                                                                                          |
|                          | Mouvement communiste (TKH)                    | 316       | 0,03  | 0      | Nv.           |                                                                                          |
|                          | Parti de l'innovation (YP)                    | 226       | 0,02  | 0      | Nv.           |                                                                                          |
|                          | Parti de l'union du pouvoir (GBP)             | 17        | 0,00  | 0      | Nv.           |                                                                                          |
|                          | Parti de la route nationale (MYP)             | 5         | 0,00  | 0      | Nv.           |                                                                                          |
|                          | Indépendants (Ind.)                           | 346       | 0,03  | 0      | en stagnation |                                                                                          |
|                          |                                               |           |       |        |               |                                                                                          |
| Total                    | Total                                         | 1 048 245 | 100   | 10     | en stagnation | -                                                                                        |
| Inscrits / participation | Inscrits / participation                      | 1 145 887 | 90,56 |        |               |                                                                                          |